# Birgit Abels
Birgit Abels (* 1980 in Witten) ist eine deutsche Musikwissenschaftlerin und Universitätsprofessorin an der Georg-August-Universität Göttingen.

## Akademische Biographie
Birgit Abels studierte von 1999 bis 2004 Musikwissenschaft, Arabistik und Islamwissenschaft in Bochum und London. Ihre Promotion, gefördert durch die Studienstiftung des Deutschen Volkes, erfolgte 2007 mit einer Arbeit über die Musik von Palau. Sie war 2006–2007 Mitarbeiterin des Ministry of Culture and Communication der Republik Palau; 2007–2011 arbeitete sie am International Institute for Asian Studies in Leiden sowie an der Universität von Amsterdam. 2011 wurde sie als ordentliche Professorin für Musikethnologie an die Georg-August-Universität Göttingen berufen. Sie führte Feldforschungen in Palau (2004, 2005–2007), Nordindien (2003) und Malaysia (2008, 2009, 2010) durch. Birgit Abels ist Chefherausgeberin der wissenschaftlichen Fachzeitschrift the world of music (new series). 2019 erhielt sie ein Consolidator Grant des European Research Council. 2023 wurde sie zum Ordentlichen Mitglied der Niedersächsischen Akademie der Wissenschaften zu Göttingen gewählt.

## Publikationen (Auswahl)
- Music Worlding in Palau. Chanting, Atmospheres, and Meaningfulness. Amsterdam: Amsterdam University Press 2022.doi:10.5117/9789463725125
- The Harmonium in North India. Musical and Social Aspects of an 'Imported' Musical Instrument, Motilal Banarsidass Publishers Ltd.: New Delhi 2010.
- Sounds of Articulating Identity. Tradition and Transition in the Music of Palau, Micronesia. Logos Publishers: Berlin 2008. (Ausgezeichnet mit dem ICAS Book Prize (PhD) 2009)
- Music Worlding in Palau. Chanting, Atmospheres, and Meaningfulness. Amsterdam University Press 2022. Open access.
- (Hg.) Embracing Restlessness. Cultural Musicology. Georg Olms Verlag: Hildesheim 2016.
- (Hg.) Oceans of Sound – Sama Dilaut Performing Arts. Georg Olms Verlag: Hildesheim 2012.
- (Hg.) Austronesian Soundscapes. Performing Arts in Oceania &  Southeast Asia. IIAS series, Amsterdam University Press 2011.
- (Hg.) Vom rechten Thon der Orgeln und anderer Instrumenten. Festschrift Christian Ahrens zum 60. Geburtstag. Heinrich-Schütz-Haus: Bad Köstritz 2003 (= Köstritzer Schriften 2).